# Gdgd妖精s
『gdgd妖精s』（ぐだぐだフェアリーズ）は、菅原そうた原案・2代目gdgd妖精s製作のフルCG形式による日本のテレビアニメ。
2011年10月から12月まで第1期が放送され、2013年1月から3月まで『gdgd妖精s』（ぐだぐだフェアリーーズ）の名で第2期が放送された。
2014年9月には劇場版が公開された。

## 概要
妖精の森に住む3匹の妖精、ピクピク・シルシル・コロコロが巻き起こす、gdgd（ぐだぐだ）でシュールな騒動の数々を描く15分枠の短編アニメーション。全編がMikuMikuDance・Shade・六角大王などの3DCGソフトウェアで作成されている。映像作成、音声収録方式はアフレコの声あて用映像を除きプレスコを採用している。公式サイト曰く、業界もびっくりの低予算、制作がほぼ放送1週間以内に近いリアルタイムで作られているという。また、随所で有名アニメやテレビCMのパロディネタが使われている。
本編は、妖精たちが各話のテーマに沿ってテーブルトークを行う「gdgdティータイム」、魔力が増幅される空間で妖精たちが魔法で何かを呼び出して遊ぶ「メンタルとタイムのルーム」、湖面に映し出される異世界の一場面を見ながら適当にセリフを当てる「アフレ湖（アフレコ）」の三部構成となっているが、第5話ではメンタルとタイムのルームが休止でアフレ湖が2本立て、第6話ではティータイムが無くアフレ湖が3本立てと回が進むにつれ編成が変則的になっている。各話放送前後や情報告知時には、いわゆる楽屋裏ネタ的な「森のバックステージ」が公式サイト上で掲載される。
第2期からは一部スタッフを交代。新たなコーナーとして、音の出る木の穴から出た音から皆で何かを想像する「素ピーカー」が加えられた。
第16回文化庁メディア芸術祭 アニメーション部門 審査委員会推薦作品。

## 登場キャラクター

### レギュラー
ピクピク
声 - 三森すずこ
ツインテールの髪型が特徴。素直だが、かなりの天然ボケ。シルシルからは「腹黒」扱いされている。愛用の杖はハート型。
シルシル
声 - 水原薫
尖った耳とドクロの髪飾りが特徴の毒舌家。「ぐだぽよ〜」が口癖とされているが、本編中では余り使う機会が無い。愛用の杖は星型。
コロコロ
声 - 明坂聡美
キノコの帽子が特徴。いつも妄想を膨らませている不思議ちゃん。他の2人と違って羽根が生えていないので空を飛ぶことが出来ない。愛用の杖はエノキタケ状。
ネコノコ
お茶会のエピソードタイトルやメンタルとタイムのルームが休止の時に登場するネコとツチノコの合成獣。

### gdgdティータイム
以下の3キャラは第2期第3話以降のオープニングと第5話・第8話・第10話のgdgdティータイム、第6話のアイキャッチ直前、第10話のメンタルとタイムのルームに登場。第8話の会話内容からすると最近森に引っ越してきたようだ。
サラサラ
声 - 三森すずこ
ツインテールの髪型とつり目が特徴。背中にコウモリの羽のようなものをつけている。ピクピクを気に入っている。
ファファ
声 - 水原薫
白いリボンとカチューシャをつけたボリュームのある髪型が特徴。お嬢様口調で話す。シルシルを気に入っている。
クルクル
声 - 明坂聡美
タケノコの角が特徴。鼻に絆創膏をつけている。コロコロを気に入っている。
ジャスミン
声 - 明坂聡美
第2期第9話・第11話に登場。コロコロの夢の中で登場した、シルシルが買収した野球チームの助っ人外国人選手。ただし、野球経験がゼロで48歳の女。
シングルマザーで、アプリコット（声 - 明坂聡美）とアールグレイという子供がいる。

### メンタルとタイムのルーム
邪魔ばかりするカバ
第1期第1話に登場。しりとり（お題は「飼いたくない動物」）でシルシルが召喚した。シルシル曰く「出かけようとすると玄関で寝始めたり、自分が好きになった人を誘惑したりする」。何故かピクピクに懐いている。
魔法で出した実際には存在しないおじさん
第1期第3話に登場。ボウリングのピンさながらの扱いだが、踊れるらしい。

### アフレ湖
超兄貴（ちょうあにき）
第1期第1話に登場。パンツ一丁で放屁を推進力にしながら空を飛ぶナイスガイ。名前は同名ゲームの登場キャラクターに似ていることから付けられた仮名。第7話のティータイムでは電車の乗客役として大量に登場した。
持田 房子（もちだ ふさこ）
声 - 明坂聡美
第1期第3・6・11・12話に登場。形状記憶ランジェリーを着た中年女性で、シルシルは「うちのママに体型が似てる」と評している。名前と「42歳まだまだ独身」という設定はコロコロが即興で思いついた。第3話では周囲の建造物が次々に崩落する世紀末的惨状を気にも留めずひたすらダンスし続け、第6話では三輪車に乗って屋内を飛行する。第11話ではメンタルとタイムのルームにも登場し、第12話でも意外な役回りで登場した。
第2期では『gdgd妖精s』関連商品のCMと第11話のメンタルとタイムのルームに登場している。
森下さん（もりしたさん）
第1期第5話の後半と第9話のエンディングに登場。頭がビデオカメラになっており、映画館で本編の上映前に流されるCMに登場するキャラクターに酷似している。「森下さん」という名前は持田房子と同様にコロコロが即興で思いついた。
ピク父（ピクちち）
第2期に登場。ピクピク役の三森すずこの実父。アニメ中では別のキャラクターに置き換えられており、「実際には本人が実写で出演中」との注釈が入る。

## スタッフ
- 企画・映像監督・キャラクターデザイン - 菅原そうた
- 演出・脚本・構成 - 石舘光太郎（第1期）、山本太蔵（第2期）、長部一幸（第1期・第2期）
- 企画プロデューサー - 福原和晃・別所敬司（SMP）
- アシスタントプロデューサー - 重藤昌史（第1期）
- 音楽 - 井上純一
- 音効 - 徳永義明
- 音響制作・アドバイザー - 坂本公一
- 録音調整 - 山田明寛
- 録音助手・編集 - 海老澤佑佳
- 製作 - 2代目gdgd妖精s（第1期）、gdgd妖精s（ぐだぐだフェアリーーーズ）（第2期）

## 主題歌
第1期の2曲は2011年11月16日よりiTunes Store、ドワンゴ（アニメロミックス）、レコチョクなどで配信されている。また、主題歌はBD・DVDの同梱特典としてリリースされた後、2013年1月25日に発売されたアルバム「おいでよ! 妖精の森」に再録されている（「gdgd学園天国!」のみ未収録）。
第1期オープニングテーマ
「おいでよ! 妖精の森」
作詞・作曲 - 井上純一 / 編曲 - 加納望 / 歌 - gdgd妖精s（三森すずこ・水原薫・明坂聡美）

第1期エンディングテーマ
「Eternal」
作詞・作曲 - 井上純一 / 編曲 - Hajime（from LiLi） / 歌 - gdgd妖精s
第1期エンディングアニメーションはリアルな頭身の妖精がシルエットで登場し、ダンスを踊るアニメーションであるが毎回、カメラアングルや演出が異なっている。
第1期のテーマ曲の注文にあたり、石舘光太郎は井上純一にイメージ元として、オープニングテーマには「侵略ノススメ☆」「ヒャダインのカカカタ☆カタオモイ-C」の2曲を、エンディングテーマには「FIND THE WAY」を指定したという。
第2期オープニングテーマ
「おいでよ! 妖精の森」（第1話）
作詞・作曲 - 井上純一 / 編曲 - 加納望 / 歌 - gdgd妖精s
「続・おいでよ! 妖精の森」（第2話）
作詞・作曲 - 井上純一 / 編曲 - 加納望 / 歌 - gdgd妖精s
「続」は「おいでよ! 妖精の森」の歌詞を変更したもの。
「ぐだぐだ言ってんじゃねえ!」（第3話 - 第11話）
作詞・作曲 - 井上純一 / 編曲 - 加納望 / 歌 - gdgd妖精s
第5話では歌の途中に入る「Let's Party!」の「Party!」のアクセントが異なり、第6話以降では「Party!」の部分が別の台詞に差し替えられている（例外的に第11話は台詞は「Viking!」だが文字が「食べ放題!」になっている）。
「gdgd学園天国!」（第12話）
作詞・作曲 - 井上純一 / 編曲 - 加納望 / 歌 - gdgd妖精s

第2期エンディングテーマ
「きっとまた会える」
作詞・作曲 - 井上純一 / 編曲 - Hajime（from LiLi） / 歌 - gdgd妖精s
第7話・第9話・第11話は未使用。
「桃色ピクシー」（第7話）
作詞・作曲 - 井上純一  / 編曲 - Hajime（from LiLi）/ 歌 - ピクピク（CV.三森すずこ）
「ぐだって ぽよって」（第9話）
作詞・作曲 - 井上純一  / 編曲 - 加納望 / 歌 - シルシル（CV.水原薫）
「キノコの気持ち」（第11話）
作詞・作曲 - 井上純一  / 編曲 - Hajime（from LiLi）/  歌 - コロコロ（CV.明坂聡美）
第2期では、エンディングアニメーションを視聴者から募集する企画がニコニコチャンネル（ニコニコ動画）で行われ、第6話以降で採用された。
エンディングアニメーションのモーションキャプチャモデル、振り付けはピクピク役の三森すずこが担当。三森は本人のブログで「振り付けをやってみたかったので嬉しかった」とコメントしている。

## 各話リスト
放送日はTOKYO MX基準。予告は他作品をパロディ化した「嘘予告」であり、第1期は第11話の最終回予告を除き「未定」とされている。各パートのタイトルはgdgdティータイムを除いて本編では表示されず、ブルーレイ/DVDのジャケットに掲載されている。
第2期では、『「○○○○」登場」』というタイトルで統一され、該当の言葉が次回のネタの伏線となっている。
各話のタイトルと内容については本放送時まで伏せられており、アニメ雑誌の放送リストでは「第1話 10月4日完パケ納品回」のような形で仮題が掲載されている。
また、各話の次回予告曲は業界もびっくりの一曲3,000円でHajime（from LiLi）が担当している。
| 話数  | gdgdティータイム                                 | メンタルと タイムのルーム                        | アフレ湖                                         | 予告                                                                              | 放送日              |
| 第1期 | 第1期                                            | 第1期                                            | 第1期                                            | 第1期                                                                             | 2011年              |
| ----- | ------------------------------------------------ | ------------------------------------------------ | ------------------------------------------------ | --------------------------------------------------------------------------------- | ------------------- |
| 1     | 睡眠                                             | 魔法しりとり                                     | 超兄貴                                           | 勝負だピクピク! 超緊迫シルゲーム!                                                 | 10月12日            |
| 2     | 小さな幸せ                                       | バンジージャンプ                                 | 巨大鶏                                           | 瞬間、コロコロ、重ねて                                                            | 10月19日            |
| 3     | ウワサ                                           | おじさん飛び                                     | ふさこ                                           | ピクピクの憂鬱V                                                                   | 10月26日            |
| 4     | ナミダ                                           | RPG                                              | なぐりまくり                                     | ピクピク&シルル出撃! であります                                                   | 11月2日             |
| 5     | 待ち時間                                         | （休み）                                         | ヘリ爺/カメラマン                                | シルフィー力尽く! 妖精の森の総力戦                                                | 11月9日             |
| 6     | 前回までのGDGD妖精S                              | パーティーゲーム                                 | 豚乗り/ゲーセン /ふさこ（三輪車）                | ピク苺                                                                            | 11月16日            |
| 7     | 一日一善                                         | ピタゴ○スイッチ                                  | 体育館                                           | ダイアモンド・シルバス                                                            | 11月23日            |
| 8     | ことわざ                                         | GDGD生放送                                       | （休み）                                         | 「ぴくらしのなく頃に」 妖精流し編 其ノ壱 56号文書                                 | 11月30日            |
| 9     | 趣味                                             | 憧れのおうち                                     | 七色マン                                         | 「コロ執事」その妖精、邂逅                                                        | 12月7日             |
| 10    | 最後の3日                                        | ドッキリ                                         | 登場                                             | 「とある妖精の日常会話（グダトーク）」 ねらわれた妖精の森                         | 12月14日            |
| 11    | 前回までの未公開妖精S                            | 危機回避マニュアル                               | ゴリラ/ ふさこ（海辺）                           | 俺の妹がこんなにぐだぐだなわけがない                                              | 12月21日            |
| 12    | 終わりなき追憶の彼方に〜ETERNAL〜                | 終わりなき追憶の彼方に〜ETERNAL〜                | 終わりなき追憶の彼方に〜ETERNAL〜                | 無し（スタッフロール）                                                            | 12月28日            |
| 第2期 | 第2期                                            | 第2期                                            | 第2期                                            | 第2期                                                                             | 2013年              |
| 0     | お便り紹介コーナー・第2期を一緒にのぞいちゃおう! | お便り紹介コーナー・第2期を一緒にのぞいちゃおう! | お便り紹介コーナー・第2期を一緒にのぞいちゃおう! | お便り紹介コーナー・第2期を一緒にのぞいちゃおう!                                  | 12月27日 （2012年） |
| 1     | デジャブ                                         | あのゲーム                                       | （整備中）                                       | 「機動戦士Ζグダダム」永遠のコロウ（「テルテル」登場）                             | 1月9日              |
| 2     | 天気                                             | ヒーロー                                         | ガーター女                                       | 「gd物語」つばさグダグダ 其ノ參（「レイレイ」登場）                               | 1月16日             |
| 3     | ぐだぐだ電話相談室                               | （休み）                                         | 超兄貴（改札口） /腕長                           | 「妖精少女ぴくか♥グダカ」 gdgdも、魔法も、あるんだよ（「エクエク」登場）          | 1月23日             |
| 4     | ジャムの瓶のフタ                                 | ぐだぐだ 箱の中身は何でしょうね!!                | 黒ひげ/ドリル帽子                                | 「gdgd妖精シル矢（グダントシルヤ）」 さらば! 我が師よ我が友よ（「ルパルパ」登場） | 1月30日             |
| 5     | タイムマシン                                     | （休み）                                         | （休み）                                         | シルシル散る! 50年目の決着（「トガトガ」登場）                                    | 2月6日              |
| 6     | gdgdトラベル妖精s                                | （休み）                                         | （休み）                                         | あばよ、ピク公（「タラタラ」登場）                                                | 2月13日             |
| 7     | 入れ替わり                                       | （休み）                                         | ピク父 /マヤ文明の神殿                           | 殺人技地獄のシルミッドの巻 不死身の妖精魂の巻（「ウメウメ」登場）                 | 2月20日             |
| 8     | 引っ越し                                         | カーレース                                       | ヒーローと熊                                     | グダフォルニア・キング・ヘッド（「ミクミク」登場）                                | 2月27日             |
| 9     | 夢                                               | リズムしりとり×変化タイヤ                        | ピク父再降臨                                     | グダーロ復活! プリグダ絶対絶命!!（「ウサウサ」登場）                              | 3月6日              |
| 10    | キャンプ                                         | 妖精運動会                                       | （休み）                                         | 「コロ浦さん」gdgdの……（「ナミナミ」登場）                                        | 3月13日             |
| 11    | 名言                                             | 野球大会                                         | 怪人とガニ股人間                                 | またまたgdgd!（ピクピク・シルシル・コロコロ登場）                                 | 3月20日             |
| 12    | gdgd学園                                         | 入りたい部活                                     | 重装備女                                         | 無し（スタッフロール）                                                            | 3月27日             |

## 放送局
| 放送地域     | 放送局             | 放送期間                  | 放送日時           | 放送系列         | 備考               |
| 第1期        | 第1期              | 第1期                     | 第1期              | 第1期            | 第1期              |
| ------------ | ------------------ | ------------------------- | ------------------ | ---------------- | ------------------ |
| 東京都       | TOKYO MX           | 2011年10月12日 - 12月28日 | 水曜 27:00 - 27:15 | 独立局           |                    |
| 日本全域     | ニコニコチャンネル | 2011年10月13日 - 12月29日 | 木曜 13:00 更新    | ネット配信       | ニコニコ公式アニメ |
| 日本全域     | AT-X               | 2012年3月7日 - 4月11日    | 水曜 8:30 - 9:00   | アニメ専門CS放送 | リピート放送あり   |
| 第2期 第0話  |                    |                           |                    |                  |                    |
| 東京都       | TOKYO MX           | 2012年12月27日            | 木曜 27:00 - 27:15 | 独立局           |                    |
| 日本全域     | ニコニコチャンネル | 2012年12月28日            | 木曜 13:00 更新    | ネット配信       | ニコニコ公式アニメ |
| 日本全域     | AT-X               | 2012年12月30日            | 日曜 23:00 - 23:15 | アニメ専門CS放送 | リピート放送あり   |
| 第2期 本放送 |                    |                           |                    |                  |                    |
| 東京都       | TOKYO MX           | 2013年1月9日 - 3月27日    | 水曜 25:40 - 25:55 | 独立局           |                    |
| 日本全域     | ニコニコチャンネル | 2013年1月10日 - 3月28日   | 木曜 13:00 更新    | ネット配信       | ニコニコ公式アニメ |
| 日本全域     | AT-X               | 2013年1月10日 - 3月28日   | 木曜 22:30 - 22:45 | アニメ専門CS放送 | リピート放送あり   |

## Blu-ray / DVD
イーネット・フロンティア/ストロベリー・ミーツピクチュアズより発売。全3巻。ブルーレイディスク版のみ、森のバックステージ、ノンテロップ映像、未公開アフレ湖、キャスト顔出しミニ・コメントおよび初回版に特典CDが付属する。第1期ブルーレイディスク版および第2期のジャケットはKEIの描き下ろし。
2014年7月24日には「もっと!りぴーと!ディスク」バージョンがブルーレイディスク版のみで発売。1枚のディスクに第1期の全12話と第2期の0話を含む全13話の計25話が収録されている。通常版に無い仕様として、1期、2期を通しての全話リピート・第1期全話リピート・第2期全話リピート・gdgdティータイム、メンタルとタイムのルーム、アフレ湖、素ピーカーの各パートリピートの再生モードがある。
ブルーレイ・DVDとも放送時の「嘘予告」は著作権の関係で画像の編集（主にモザイク処理）が行われている。
| 巻数 | 発売日        | 収録話     | 規格品番  | 規格品番  |
| 巻数 | 発売日        | 収録話     | Blu-ray   | DVD       |
| ---- | ------------- | ---------- | --------- | --------- |
| 1    | 2012年1月27日 | 第1 - 4話  | ENBD-5005 | ENFD-7119 |
| 2    | 2012年2月24日 | 第5 - 8話  | ENBD-5006 | ENFD-7120 |
| 3    | 2012年3月24日 | 第9 - 12話 | ENBD-5007 | ENFD-7121 |

| 巻数 | 発売日        | 収録話                    | 規格品番  | 規格品番  |
| 巻数 | 発売日        | 収録話                    | Blu-ray   | DVD       |
| ---- | ------------- | ------------------------- | --------- | --------- |
| 1    | 2013年3月28日 | 第1 - 4話 第0話（BDのみ） | ENBD-5010 | ENFD-7128 |
| 2    | 2013年4月25日 | 第5 - 8話                 | ENBD-5011 | ENFD-7129 |
| 3    | 2013年5月23日 | 第9 - 12話                | ENBD-5012 | ENFD-7130 |

| 巻数 | 発売日        | 収録話                             | 規格品番  | 規格品番 |
| 巻数 | 発売日        | 収録話                             | Blu-ray   | DVD      |
| ---- | ------------- | ---------------------------------- | --------- | -------- |
|      | 2014年7月24日 | 第1期 1 - 12話 第2期 0話、1 - 12話 | ENBD-5013 | -        |

## 劇場版
『劇場版gdgd妖精sっていう映画はどうかな…?』のタイトルで、2014年9月27日より公開。

### ゲストキャラクター（劇場版）
全てでんぱ組.incのメンバー。
ミリン
声 - 古川未鈴
リサ
声 - 相沢梨紗
ネム
声 - 夢眠ねむ
エイタソ
声 - 成瀬瑛美
モガ
声 - 最上もが
ピンキー
声 - 藤咲彩音

### スタッフ（劇場版）
- 原案・監督・キャラクターデザイン - 菅原そうた
- 脚本 - 森りょういち、長部一幸
- 音響監督 - 久保荘一郎
- 音響制作 - 東北新社
- 制作 - ストロベリー・ミーツ ピクチュアズ、ファンカンパニー
- 制作協力 - 6次元アニメーション
- 製作 - ストロベリー・ミーツ ピクチュアズ、ファンカンパニー、ポニーキャニオン、TOKYO MX、MEME TOKYO
- 配給 - ポニーキャニオン

### 主題歌（劇場版）
「愛があるから!!」
作詞・作曲 - 井上純一 / 編曲 - 玉屋2060%（Wienners） / 歌 - でんぱ組.inc

### こんな私たちがなりゆきでヒロインになった結果www
同時上映作。略称は『なりヒロwww』。2014年10月から始まるテレビアニメの序章となる。

#### キャスト（なりヒロwww）
- 梵ソクラ - 田村睦心
- 梵プラト - 巽悠衣子
- 梵アリス - 内田真礼
- キャッツオ統括 - 西村太佑
- DT - 落合弘治

#### スタッフ（なりヒロwww）
- 原案・監督・キャラクターデザイン - 菅原そうた
- 脚本 - ますもとたくや
- 音響監督 - 久保荘一郎
- 音響制作 - 東北新社
- 制作 - ストロベリー・ミーツ ピクチュアズ、ファンカンパニー
- 製作 - ストロベリー・ミーツ ピクチュアズ、ファンカンパニー、ポニーキャニオン、TOKYO MX、MEME TOKYO
- 配給 - ポニーキャニオン

### カウントダウンコンテンツ
劇場版公開記念として2014年9月20 - 27日まで毎日、ニコニコch「劇場版gdgd妖精sサポーターch」でお楽しみ企画「カウントダウンコンテンツ」を配信。
配信エピソード
- 2014年9月20日配信 シルシルの“制作スタッフに聞いてみた” Vol.1
- 2014年9月21日配信 シルシルの“制作スタッフに聞いてみた” Vol.2
- 2014年9月22日配信 gdgdラジオ妖精s番外編をやってみた
- 2014年9月23日配信 3妖精が映画のヒット祈願をしてみた
- 2014年9月24日配信 でんぱ組.incが「アフレ湖」をやってみた Vol.1
- 2014年9月25日配信 でんぱ組.incが「アフレ湖」をやってみた Vol.2
- 2014年9月26日配信 3妖精が記者会見を受けてみた
- 2014年9月27日配信 3妖精が劇場に行ってみた